# Colonia Mendoza (Venezuela)
La Colonia Mendoza es una localidad poblada del Municipio Tomás Lander en el estado Miranda ubicada en la carretera Ocumare-Cúa. Limita al norte con el Río Tuy; al sur, con el sector Barrialito; al este, con el sector La Uverita, y al oeste con el Peñón de Anguina (que incorpora los actuales sectores de Anguina, La Mora y Peñas Negras). Entre los años 1937 y 1977 recibió el apodo de «el nuevo granero de Caracas», en referencia a que fue un importante centro de negocios relativos a la producción agrícola y pecuaria.

## Historia
En tiempos precolombinos, el área era recorrida por tribus de cazadores y recolectores. Cuando llegaron los conquistadores españoles encontraron asentada una escasa población nativa, que opuso poca resistencia. Tenían grandes cultivos de naranjas, mandarinas, tomates, plátanos, maíz y fríjol. Bajo el dominio español fueron repartidos en encomiendas y desplazados de sus tierras. El maltrato, las enfermedades y el duro trabajo intensivo en la tierra, en pocos años los diezmaron.
Después de la derrota definitiva de las tropas realistas en el combate naval del Lago de Maracaibo, los españoles abandonaron los incipientes Valles del estado y el área quedó deshabitada durante varias décadas.
Durante el periodo gomecista, la Colonia Mendoza, como muchos otros asentamientos rurales de los Valles del Tuy, se mantuvo bajo el dominio del general Juan Crisóstomo Gómez, hermano del general Juan Vicente Gómez, y formaba parte de un territorio mayor: la "Gran Posesión de Mendoza", el más grande latifundio que en el Tuy tenía la familia del general Gómez.
Tras la muerte del general Juan Vicente Gómez, en 1935, se inició un proceso de expropiación por parte de la Nación y todas estas tierras fueron asignadas a familias desocupadas y sin hogar que estuvieran dispuestas a asentarse en el área, todavía poco poblada. Fue así como en el año 1937 se procedió a la fundación oficial de la Colonia Mendoza, con la presencia de familias de origen canario traídas por el General Eleazar López Contreras desde Cuba, a través del Instituto de Inmigración y Colonización del Ministerio de Agricultura y Cría de la época. 
Entre 1937 y 1977, el poblado fungió como un importante centro de negocios relativos a la agricultura y la ganadería, con alta producción de naranjas, mandarinas, tomates, plátanos, granos, frutas y verduras, leche de vaca, quesos, etc.
Actualmente, las tierras del sector se destinan a usos no-agrícolas, y recursos como el agua se reservan para usos más urbanos, como escuelas y viviendas.

## Geografía
La Colonia Mendoza se encuentra ubicada en las coordenadas 10°07′53″N 66°49′36″O / 10.13139, -66.82667. Tiene una altitud de 169 metros sobre el nivel del mar. 

## Infraestructura de servicios
Cuenta con una infraestructura de servicios a todos los niveles, como son: acueductos, electricidad, aseo urbano, sistema de sanidad, barrido de calles y transporte colectivo de pasajeros. También cuenta con una Iglesia Adventista del Séptimo Día, un ambulatorio médico, dos escuelas, un liceo, una residencia de ancianos (geriátrico San Antonio de Padua), y una congregación cristiana de los testigos de Jehová.